# Abendroth (Adelsgeschlecht)

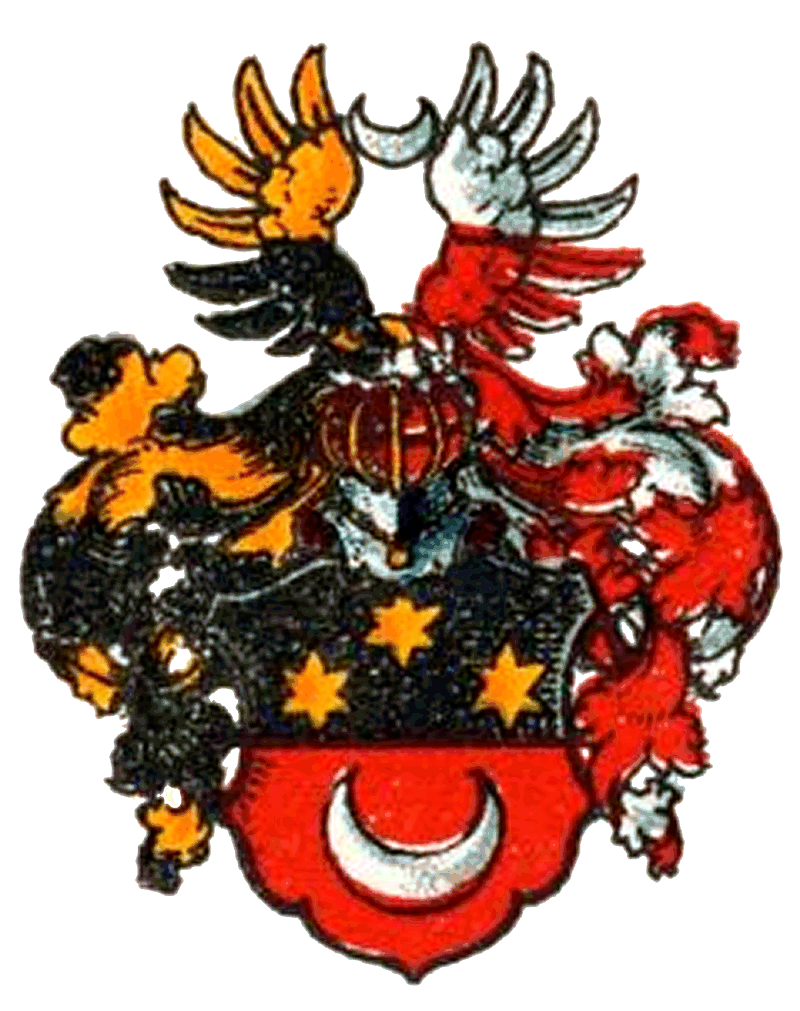
Wappen derer von Abendroth

Die Familie Abendroth ist ein bürgerliches, später briefadliges Geschlecht aus Sachsen.

## Geschichte
Die Erhebung in den Reichsadelsstand erfolgte am 17. Dezember 1793 für den Besitzer des Gutes Neubau bei Frankenberg/Sa. (erworben 1771, 1772 verkauft an seine verwitwete Mutter Wilhelmine Sophie aus Chemnitz und 1788 wieder in seinem Besitz) und des Rittergutes Kössern (seit 1772), den Chemnitzer Handelsmann Christian Friedrich Abendroth (1744–1811).
Im Jahre 1850 nahm Alexander von Abendroth (1808–1872) als königlich-sächsischer Geheimer Kriegsrat den Namen Göttling von Abendroth an. 1863 setzte er seinem 1850 verstorbenen Erbgroßonkel Heinrich Ferdinand Göttling ein Denkmal.

## Wappen
Das geteilte Wappen zeigt oben in Schwarz drei (1:2) goldene Sterne, unten in Rot einen steigenden silberner Mond. Auf dem gekrönten Helm mit rechts schwarz-goldenen, links rot-silbernen Decken der Mond zwischen offenem, rechts gold-schwarz, links silber-rot geteilten Flug.

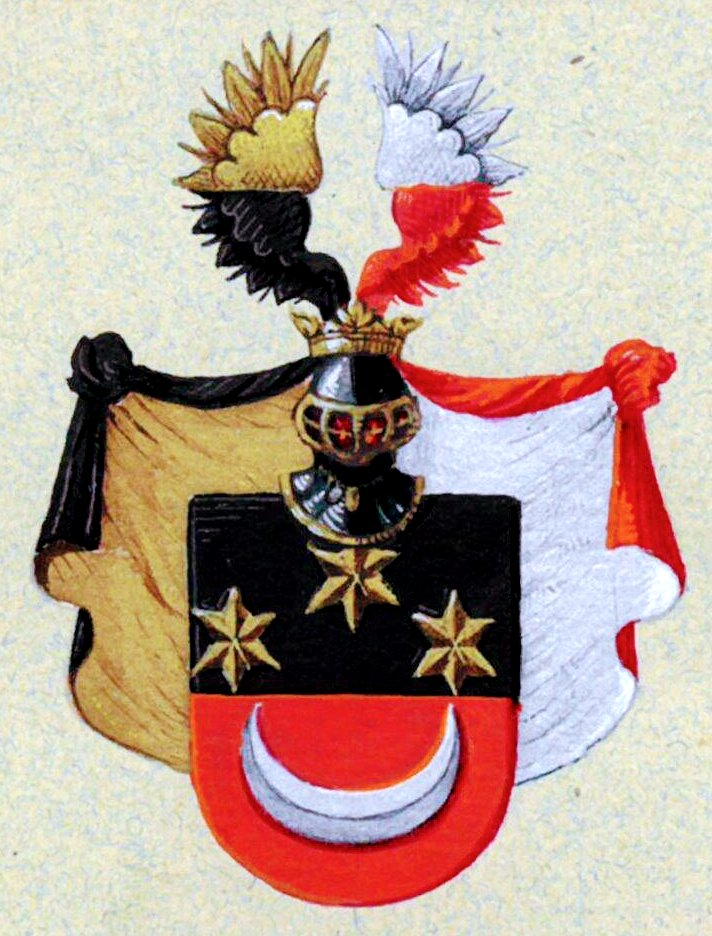
Wappen derer von Abendroth
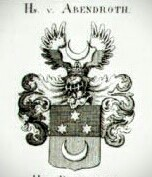
Wappen derer von Abendroth

## Bekannte Namensträger
- Christian Friedrich von Abendroth (1744–1811), Unternehmer und Rittergutsbesitzer
  - Christian Friedrich von Abendroth (1779–1842), königlich-sächsischer Hauptmann und Rittergutsbesitzer
    - Hermann von Abendroth (1807–1884), deutscher Gutsbesitzer und Politiker
    - Heinrich von Abendroth (1819–1880), sächsischer Generalleutnant und Militärschriftsteller
      - Eveline von Abendroth (* 1850), ⚭ Paul von Hingst, Generalleutnant
      - Bernhard von Abendroth (1853–1926), königlich-sächsischer Hauptmann der Landwehr
        - Erna von Abendroth (1887–1959), Oberin, Krankenschwester und -ausbilderin